# Голфо Аранчи
Голфо Аранчи (итал. Golfo Aranci) је насеље у Италији у округу Сасари, региону Сардинија.
Према процени из 2011. у насељу је живело 1975 становника. Насеље се налази на надморској висини од 14 м.

## Становништво
| 1951. | 1961. | 1971. | 1981. | 1991. | 2001. | 2011. |
| ----- | ----- | ----- | ----- | ----- | ----- | ----- |
| 836   | 1.009 | 1.378 | 1.822 | 1.942 | 1.961 | 2.288 |